# Dahlen (Dakota del Nord)
Dahlen è un census-designated place (CDP) degli Stati Uniti d'America della contea di Nelson nello Stato del Dakota del Nord. La popolazione era di 18 abitanti al censimento del 2010.
Dahlen è anche la sede della terza torre più alta del Dakota del Nord, la WDAZ TV Tower, alta 445,2 metri (1,461 piedi). La torre è utilizzata dalla stazione televisiva WDAZ di Grand Forks. La torre fu anche utilizzata da KGFE di Grand Forks fino a quando una tempesta di ghiaccio danneggiò le attrezzature nel 2004.

## Geografia fisica
Secondo lo United States Census Bureau, la città ha una superficie totale di 0,36 km², dei quali 0,36 km² di territorio e 0 km² di acque interne (0% del totale).

## Società

### Evoluzione demografica
Secondo il censimento del 2010, la popolazione era di 18 abitanti.

### Etnie e minoranze straniere
Secondo il censimento del 2010, la composizione etnica del CDP era formata dal 100% di bianchi, lo 0% di afroamericani, lo 0% di nativi americani, lo 0% di asiatici, lo 0% di oceanici, lo 0% di altre razze, e lo 0% di due o più etnie. Ispanici o latinos di qualunque razza erano il 5,56% della popolazione.